# Петренко, Олег Борисович
Олег Борисович Петренко (Перец) (27 сентября 1964, Одесса, Украинская ССР — 4 июля 2014, Москва, Российская Федерация) — украинский художник, входил в круг одесского и московского концептуализма.

## Биография
Родился 27 сентября 1964 года в Одессе, в семье оперного певца Бориса Дмитриевича Петренко.
Был одним из лидеров одесского панк движения.
Первые художественные работы относятся к 1982 году.
В 1983 году со своей первой женой Людмилой (Милой) Скрипкиной основал семейный творческий тандем «Перцы», одно из самых ярких явлений позднего советского концептуализма.
Наибольшую известность получили их работы из серии «Научно-популярное искусство». Группа «Перцы» просуществовала до 1999 года, после чего Олег Петренко работал индивидуально под тем же псевдонимом «Перец». 
«… Мы живем видениями. Для одесситов видением была Москва, потом она стала реальностью. Видением является Запад — Европа, Америка. Что дальше — Луна?..»
Умер в Москве 4 июля 2014 года после продолжительной болезни.

## Работы находятся в собраниях
| Музей                                             | Город        |
| ------------------------------------------------- | ------------ |
| Georges Pompidou Center                           | Paris        |
| Jewish Museum                                     | New York     |
| Zimmerli Museum (Norton & Nancy Dodge Collection) | New Jersey   |
| Museum of Contemporary Art Luigi Pecci            | Prato, Italy |
| Пинчук Арт Центр                                  | Киев         |
| Одесский музей современного искусства             | Одесса       |
| Multimedia Art Museum                             | Moscow       |

## Семья
Первая жена — Скрипкина Людмила Роальдовна.
Вторая жена — Левицкая Ольга Валерьевна.
Третья жена — Батурская Наталья Владимировна.
Сын — Петренко Михаил Олегович (род. 3 июня 2001 года).

## Выставки (избранные)
| Год  | Выставка |
| ---- | --- |
| 1984 | «Одесская выставка», АптАрт, Москва |
| 1988 | 2-я выставка Клуба Авангардистов, Москва |
| 1989 | «Дорогое искусство», 3-я выставка Клуба Авангардистов, Москва                                                                                        |
| 1989 | «Moscow-Vienna-New York», Wiener Festwochen, Вена (каталог)                                                                                          |
| 1989 | «Green show», Exit Art, New York и в др. местах (каталог)                                                                                            |
| 1989 | «Перспективы концептуализма», 4-я выставка Клуба Авангардистов, Москва                                                                               |
| 1990 | «Artisti Russi Contemparanei», Museo d`Arte Contemparanea, Prato, Italy (каталог)                                                                    |
| 1990 | «ШизоКитай», 5-я выставка Клуба Авангардистов, Москва (каталог)                                                                                      |
| 1990 | «Between Spring and Summer: Soviet Conceptual Art in the Era of Late Communism», Tacoma Art Museum, Tacoma, Washington, USA и в др. местах (каталог) |
| 1991 | «Perspectives of conceptualism», The Clocktower gallery, New-York и в др. местах                                                                     |
| 1991 | «The Peppers», Ronald Feldman Fine Arts, New York |
| 1991 | «The Peppers», Fundacion San German, Puerto Rico (каталог)                                                                                           |
| 1991 | «The Peppers», Pittsburgh Center for the Arts, Pittsburgh, PA, USA (каталог)                                                                         |
| 1993 | «Adresse provisoire l’art contemporein russe», Musee de la Poste, Paris (каталог)                                                                    |
| 1995 | «No Man’s Land», Nikolaj, Copenhagen (каталог) |
| 1995 | «Kraftemessen», Kunstlerwerkstatt Lothringenstrasse, Munich (каталог)                                                                                |
| 1995 | The Jewish Museum, New York, NY, Culture and Continuity: The Jewish Journey, permanent exhibition.                                                   |
| 1996 | Ronald Feldman Fine Art, New York, NY, Withdrawing                                                                                                   |
| 2002 | Museum of Contemporary Art, Chicago, IL, Multiformity: Multiples from the MCA Collection                                                             |
| 2000 | Lamont Art Gallery, Phillips Exeter Academy, Exeter, New Hampshire, Seeing Isn’t Believing: Russian Art Since Glasnost                               |
| 2008 | Ronald Feldman Fine Arts, New York, NY, Charting the Soviet Union: 1989—1991                                                                         |
| 2008 | «Южнорусская концептуальная школа из собрания Московского архива нового искусства (МАНИ)»,Е. К. АртБюро Е.Куприной-Ляхович, Москва (каталог)         |
| 2010 | «365 видов. Сало», «Sacre prêt-à-manger», E.К. АртБюро, Е. Куприной-Ляхович                                                                          |
| 2012 | «The Adventures of Kuniyoshi», JanKossen Gallery, Basel                                                                                              |
| 2015 | «Enfant terrible. Одесский концептуализм», Национальный Художественный музей, Киев (каталог)                                                         |
| 2017 | «Исследовательская платформа: Родина в огне», Пинчук Арт Центр, Киев                                                                                 |